# Evangelisch-Augsburgische Kapelle (Sterławki Wielkie)
Die evangelisch-lutherische (augsburgische) Kapelle in Sterławki Wielkie (deutsch Groß Stürlack) ist das Gotteshaus einer der beiden Filialgemeinden der Pfarrei (polnisch parafia) in Ryn (Rhein). Sie gehört zur Diözese Masuren der Evangelisch-Augsburgischen Kirche in Polen.

## Geographische Lage
Sterławki Wielkie liegt im nördlichen Osten der polnischen Woiwodschaft Ermland-Masuren und ist Bahnstation an der Bahnstrecke Głomno–Białystok. Durch den Ort verläuft die Woiwodschaftsstraße 592 (ehemalige deutsche Reichsstraße 135), auf die im Ort die Woiwodschaftsstraße 642 trifft. Südöstlich hiervon steht die jetzige römisch-katholische Pfarrkirche Zur Göttlichen Vorsehung, und nicht weit von ihr – an der Straße zum Friedhof – steht die evangelische Kapelle.

## Kapellengebäude
Im Jahre 1590 – wenige Jahre nach Einführung der lutherischen Lehre in Ostpreußen – wurde in dem damaligen Groß Stürlack eine Kirche gebaut, die die – Johannes dem Täufer gewidmete – Kapelle von 1490 ersetzte und die 1598 zur evangelischen Pfarrkirche erhoben wurde. Zu Beginn des 19. Jahrhunderts musste die Kirche wegen Baufälligkeit abgerissen

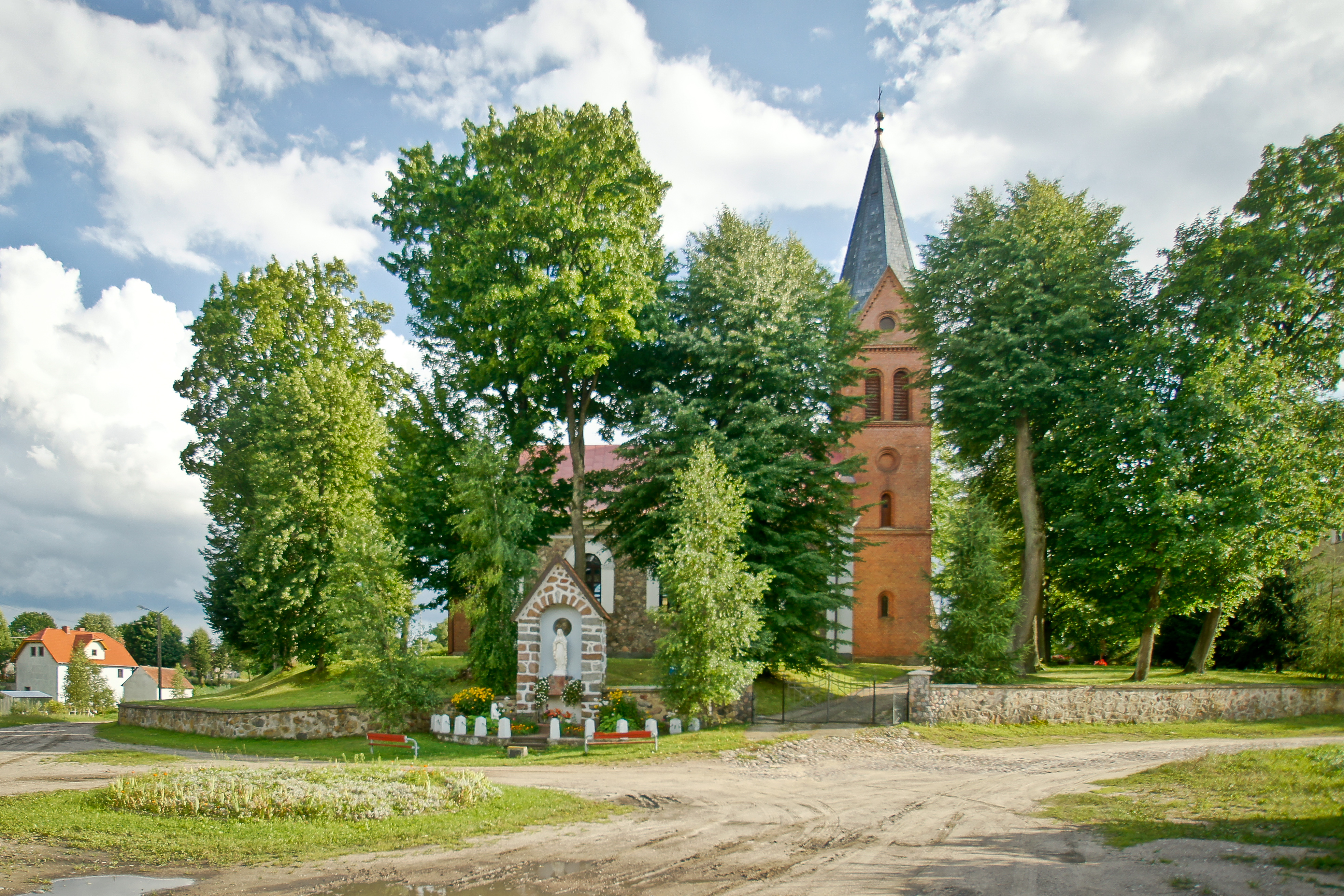
Die einst evangelische, heute katholische Pfarrkirche in Sterławki Wielkie (Groß Stürlack) von 1832

werden, und es entstand 1832 eine neue Pfarrkirche in Gestalt einer Hallenkirche mit 1884 vorgesetztem Turm und angebauter Apsis.
Diese Kirche war bis 1945 das zentrale evangelische Gotteshaus für das Kirchspiel Groß Stürlack. Es wurde noch im gleichen Jahr der Römisch-katholischen Kirche in Polen übereignet.
Seitens der evangelischen Gemeindeglieder organisierte man ein ehemaliges Wohngebäude, das man mit einem Kirchsaal ausrüstete und so in eine Kapelle umwandelte. Der kleine Saal ist schlicht gehalten. Die gottesdienstliche Mitte bildet ein schlichter Altartisch mit Bibel und Kruzifix, darüber an der Wand die Inschrift Jezus Chrystus Wezoraj i dzis Tenże i na wieki („Jesus Christus, gestern und heute, und derselbe auch in Ewigkeit“ – Hebr. 13,8). Der Altarraum wird außerdem von einem Kanzelpult und einem Taufbeckenständer geprägt.

## Kirchengemeinde

### Kirchengeschichte
Die evangelische Pfarrei in Groß Stürlack bestand bis 1945. Im Jahre 1598 wurde sie gegründet und aus der Pfarrkirche Schwarzstein (polnisch Czerniki) abgetrennt. Damals noch der Inspektion Rastenburg (polnisch Kętrzyn) zugehörig, kam Groß Stürlack 1725 zur Inspektion Angerburg (Węgorzewo), danach zum Kirchenkreis Lötzen (Giżycko) in der Kirchenprovinz Ostpreußen der Kirche der Altpreußischen Union.
Bei der Volkszählung im Jahr 1925 wurden in der Pfarrei Groß Stürlack 2.133 Gemeindeglieder registriert, die in einem mehrere Dörfer, Ortschaften bzw. Wohnplätze – darunter vier Schulorte – umfassenden Kirchspiel lebten. Die Pfarrstelle Groß Stürlack war von 1600 bis 1945 ununterbrochen von einem Amtsträger besetzt.
Flucht und Vertreibung der einheimischen Bevölkerung meistenteils evangelischer Konfession ließen das kirchliche Leben fast ganz absterben. Polnische Siedler, von denen die allermeisten der katholischen Konfession zugehörten, ließen sich dann in dem nun Sterławki Wielkie genannten Ort nieder. Sie errichteten eine Pfarrei mit der bisher evangelischen Kirche als nun katholischem Gotteshaus. Die wenigen evangelischen Kirchenglieder nutzen seither ein Wohngebäude mit Kirchsaal als Kapelle, und der Ort wurde – wie auch Koczarki (Kotzargen, 1929 bis 1945 Eichhöhe) – Filialgemeinde einer nun in Ryn (Rhein) ansässigen Pfarrei. Sie ist Teil der Diözese Masuren der Evangelisch-Augsburgischen Kirche in Polen.

### Kirchspiel Stürlack (bis 1945)
Zum Kirchspiel Stürlack gehörten bis 1945 acht Dörfer, Orte bzw. Wohnplätze:
| Deutscher Name                 | Polnischer Name       |  | Deutscher Name  | Polnischer Name |
| ------------------------------ | --------------------- |  | --------------- | --------------- |
| Adlig Stürlack                 | Sterławki Szlacheckie |  | *Klein Stürlack | Sterławki Małe  |
| Augusthoff                     | Jaguszewo             |  | *Kronau         | Kronowo         |
| *Groß Stürlack                 | Sterławki Wielkie     |  | *Mertenheim     | Martiany        |
| Grzybowen 1929–1945: Birkensee | Grzybowo              |  | Silberberg      | Srebrna Góra    |

### Pfarrer
An der evangelischen Pfarrkirche in Groß Stürlack amtierten bis 1945 als Pfarrer:
| - Johann Janisch, ab 1600 - Paul Schubert, ab 1604 - Johanna Wannowius, 1640–1676 - Martin Willudowius, 1676–1716 - Matthias Gregorovius, 1717–1725 - Christian Wolenski, 1725–1743 - Johann Philipp Nowack, 1743–1789 - Johann Gottfried Schütz, 1789–1799 - Carl Urbani, 1803–1822 | - Johann Friedrich Penski, 1821–1825 - Wilhelm Gregorovius, 1826–1839 - Ernst Julius Goswin Link, 1839–1846 - Paul Leopold Gregorovius, 1846–1852 - Heinrich Borutto, 1853–1883 - Friedrich Wilhelm Rosinski, 1884–1922 - Otto Julius Reichmann, 1922–1928 - Walter Wittkowsky, 1928–1945 - Gerhard Modersitzki, 1942–1945 |

Heute in Sterławki Wielkie amtierende Geistliche haben ihren Pfarrsitz in Ryn.